# Per-Erik Olsson
Sven Per-Erik Olsson, född 30 mars 1933, död 21 september 2005 i Malmö S:t Pauli församling, var en svensk fotbollsspelare (anfallare).
Olssons moderklubb var Lycksele IF. Han gick 1956 till Djurgårdens IF, och spelade två allsvenska säsonger för klubben. Sammanlagt gjorde han 14 allsvenska matcher (6 mål) för Djurgården.